# Говард, Роберт (рыцарь)
Сэр Роберт Говард (англ. Robert Howard; около 1385—1436) — английский рыцарь, флотоводец. Отец 1-го герцога Норфолка из рода Говардов.

## Биография
Роберт Говард был сыном сэра Джона Говарда и Элис Тендринг. В 1415 году, во время первой кампании короля Генриха V на континенте, он командовал флотом в Ла-Манше. Сэр Роберт женился на Маргарет Моубрей, дочери Томаса Моубрея, 1-го герцога Норфолк, и Элизабет Фицалан; этот брак обеспечил его потомкам герцогский титул и первенство в рядах английской аристократии.
Детьми сэра Роберта и Маргарет были:
- Кэтрин Говард (умерла после 1478), жена Эдуарда Невилла, 1-го барона Абергавенни[2];
- Маргарет Говард, жена Томаса Дэниела[3];
- Томас Говард, 1-й герцог Норфолк (1421/22—1485)[4].